# Kobes tunnelbana

Linjekarta med anslutande järnvägar och automatbanor

Kōbes tunnelbana (japanska: 神戸市営地下鉄?, Kōbe-shiei chikatetsu) är ett tunnelbanesystem i Kōbe, Japan. Det ägs och drivs av den kommunala transportförvaltningen Kōbe-shi kōtsūkyoku (Kōbe Municipal Transportation Bureau). Systemet består av tre linjer, Seishin-Yamate, Kaigan och Hokushin.
Hokushin-linjen var från början en järnvägslinje som tillhörde det privatägda bolaget Hokushin Kyūkō Dentetsu. År 2002 såldes infrastrukturen till det delvis kommunalägda infrastrukturbolaget Kōbe kōsoku-tetsudō (Kōbe Rapid Transit Railway). Den 1 juni 2020 tog den kommunala transportförvaltningen över linjen helt och hållet och den klassades om till tunnelbana.
Tunnelbanan är normalspårig, (1 435) mm.

Logotyp

## Källor

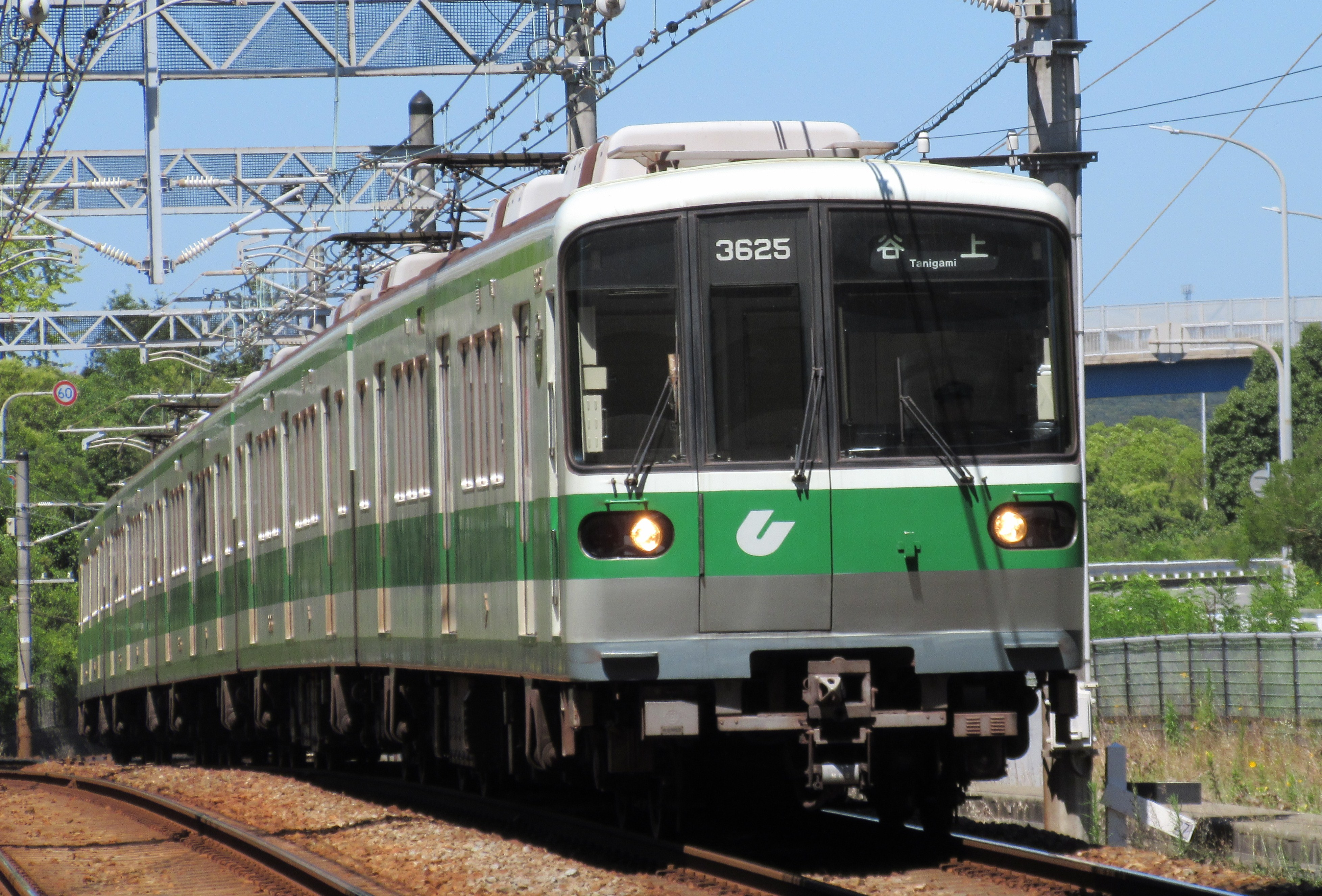
Tunnelbanetåg i Kobe

## Linjer
| Färg & ikon | Färg & ikon    | Linjebokstav | Namn     | Första delen öppnad | Senaste delen öppnad                   | Sträcka                               | Längd (km) | Stationer |
| ----------- | -------------- | ------------ | -------- | ------------------- | -------------------------------------- | ------------------------------------- | ---------- | --------- |
| grön        |                | S            | Hokushin | 1988                | -                                      | Tanigami - Shin-Kōbe                  | 7,5        | 2         |
| grön        | Seishin-Yamate | S            | 1977     | 1987                | Shin-Kōbe - Shin-Nagata - Seishin-chūō | 22,7                                  | 16         |           |
| blå         |                | K            | Kaigan   | 2001                | -                                      | Sannomiya Hanadokei-mae - Shin-Nagata | 7,9        | 10        |